# 祁各庄镇
祁各庄镇，是中华人民共和国河北省廊坊市大厂回族自治县下辖的一个乡镇级行政单位。

## 行政区划
祁各庄镇下辖以下地区：
祁各庄村、陈家府村、半边店村、宋各庄村、西关村、大东关村、小东关村、洼子村、毛庄村、田各庄村、谭台村、窝坨村、八百户村、大小辛庄村、辛杜庄村、窄坡村、谢町村、冯兰庄村、定福庄村和亮甲台村。